# Сталте, Карлис
Карлис Сталте (лив. Kōrli Stalte, латыш. Kārlis Stalte, 9 августа 1870, Мазирбе, Российская империя — 12 января 1947, Фербеллин, Германия) — учитель, церковный причетник, органист, поэт и публицист. Самый активный ливский писатель. Был активным общественным и культурным деятелем.

## Биография
Родился в ливской семье в деревне Мазирбе. Окончил Рижскую губернскую гимназию. Работал чиновником в Риге и в Лиепае и учителем в Дундаге и Мазирбе. Карлис Сталте был учителем ливского языка в Лиелирбе. Был церковным причетником в Мазирбе. В 1922 году основал Ливский народный хор. В 1933—1939 годах Карлис Сталте был редактором ливской ежемесячной газеты «Ливли». В 1939 году с женой переехал в Берлин. Умер в 1947 году. Похоронен в Германии.

## Писательская деятельность
Карлис Сталте начал свою писательскую деятельность с 1919 года. При поддержке научных и церковных организаций Финляндии и Эстонии начали издаваться стихи ливских поэтов, в том числе и Карлиса Сталте. Карлис Сталте публиковался в различных книжных изданиях, календарях, в газете «Ливли» (лив. «Līvli»). В 1924 году в Таллинне был издан первый сборник стихов Карлиса Сталте «Līvõ lōlõd». «Līvõ lōlõd» является единственным отдельным сборником стихов ливского поэта. Сборник «Līvõ lōlõd» был объёмом в 24 листа и включал 28 стихов. Карлис Сталте был одним из лучших ливских переводчиков (переводил как на немецкий, так и на латышский язык), в частности он перевёл на ливский язык «Новый завет». Двумя годами позже Сталте опубликовал книгу «Ливские духовные песни» (лив. Līvlist vaimli loulrāntõz, в которую вошли 23 религиозных гимна, написанных им самим, и 72 переведённых им с немецкого (ещё несколько переводов выполнили другие ливские авторы). Сталте был одним из соавторов и редактором ливско-немецкого словаря автора Лаури Кеттунена. Карлис Сталте автор слов к ливскому гимну «Min izāmō».
Поэзия Карлиса Сталте очень многогранна. Сталте начинал с простых произведений, но уже в стихотворениях самого позднего времени собраны разные жанры, в том числе и сонеты. Стихотворное наследие Сталте очень большое. Хотя не все его текстуальные опыты были удачными, в общем Сталте рассматривают как квалифицированного и соответствующего для духа своего времени поэта. Написанная поэзия Сталте была очень популярна в ливской среде.

## Память
В 2020 году, на доме в Мазирбе, где родился Скалте, была открыта памятная табличка. Автор Оскарс Миканс.